# Kurian Valiakandathil
Kurian Valiakandathil (ur. 18 listopada 1952 w Elanjy) – indyjski duchowny rzymskokatolicki, od 2007 biskup Bhagalpur.

## Życiorys
Święcenia prezbiteratu otrzymał 28 października 1977 i został inkardynowany do diecezji Bhagalpur. Po święceniach i kilkuletnim stażu wikariuszowskim został dyrektorem hotelu dla młodzieży w Bhagalpur, zaś w latach 1983-2007 pracował jako proboszcz w Leela (1983-1986 oraz 1997-2007) oraz Giridih.
11 stycznia 2007 został mianowany biskupem Bhagalpur, zaś 27 lutego 2007 przyjął sakrę biskupią z rąk kard. Telesphore'a Toppo.